# Aurvangar
Aurvangar (altnordisch für „die steinigen Marschlande“) ist ein Ortsname in der Vǫluspá und Heimat einiger Zwerge. Eine weitere Bezeichnung ist Jöruvellir, was wiederum „sandige Ebene“ bedeutet.